# 지평좌표계
지평 좌표(地平座標)는 천체 관측에서 가장 기본이 되는 좌표 체계로, 지평선이 기준선, 남점(南點) 또는 북점(北點)이 기준점이 되는데, 현재는 북점을 더 많이 사용하고 있다.
지평 좌표계에서는 천체의 위치를 고도와 방위각으로 나타낼 수 있는데, 고도는 지평선으로부터 그 천체까지 수직으로 잰 각, 방위각은 기준점(북점 또는 남점)으로부터 그 천체의 위치로부터 지평선에 내린 수직선과 지평선의 교점까지 시계 방향으로 잰 각으로 나타낸다.
또한 고도 대신 천정거리를 사용하는 방법도 있는데, 천정거리는 천정과 그 천체 사이의 각도로서, 90도에서 고도를 뺀 값과 동일하다.
지평 좌표는 천체가 어느 방향으로 보이고 있는지 직관적으로 알 수 있어 편리하지만, 천구의 일주운동에 의해 고도와 방위가 시시각각 달라지기 때문에 정해진 시각 외에는 사용할 수 없고, 지구상의 다른 장소에서 관측하게 되면 같은 시각이라도 서로 다르게 측정되는 단점이 있다.
정해진 시각에 특정 천체의 고도와 방위각을 알아 그 방향으로 바르게 향하게 할 수 있는 망원경, 또는 그 반대로 어떤 방향의 천체를 관측하여 그때의 고도와 방위각을 측정할 수 있는 망원경을 경위대식 망원경이라고 한다.

## 같이 보기
- 천구좌표계
- 적도좌표계
- 황도좌표계
- 은하좌표계
- 초은하좌표계